# Stanhope Bayne-Jones

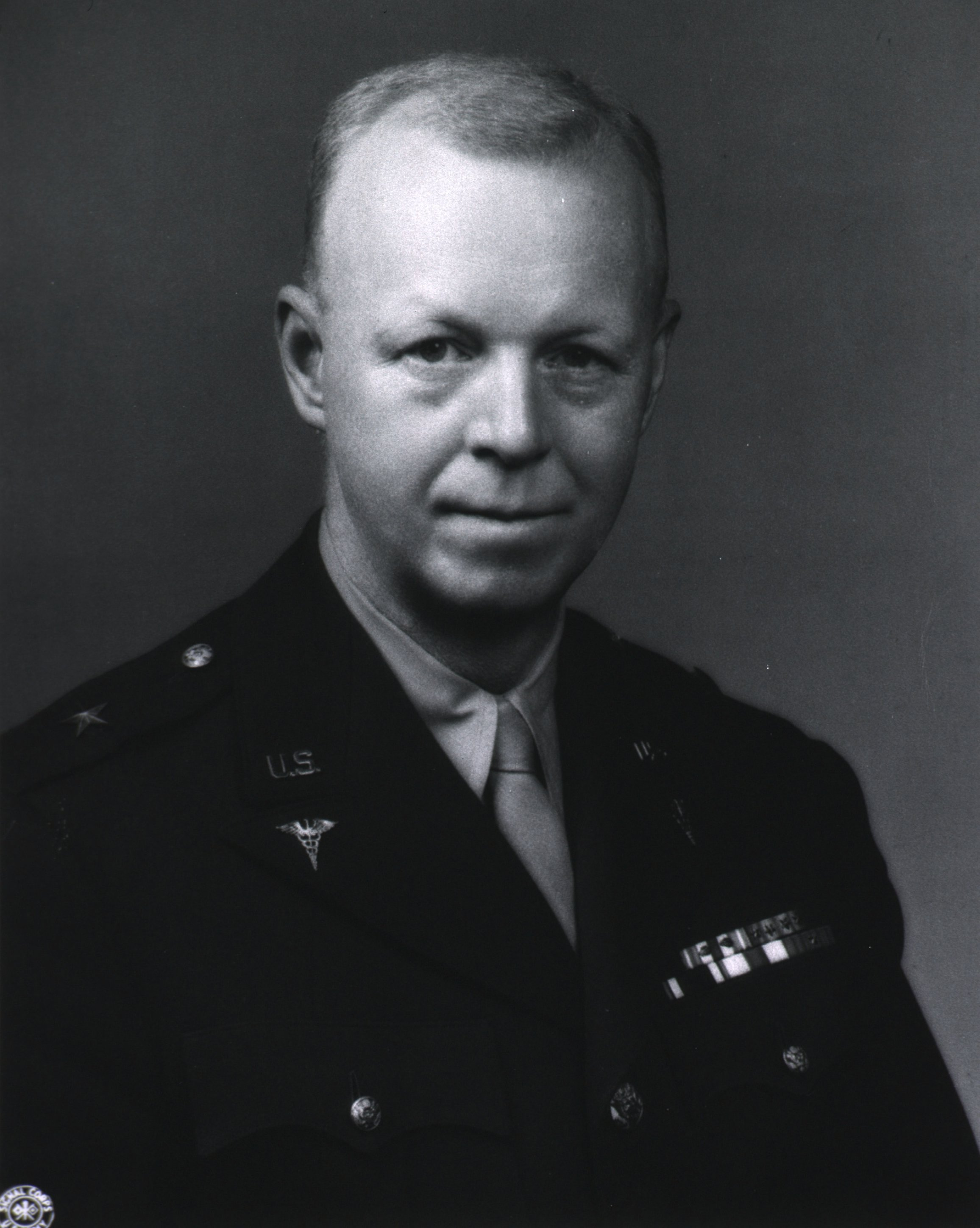
Stanhope Bayne-Jones

Stanhope Bayne-Jones (* 6. November 1888 in New Orleans, Louisiana; † 20. Februar 1970 in Washington, D.C.) war ein US-amerikanischer Bakteriologe, Militärarzt, Medizinfunktionär und Medizinhistoriker.

## Leben und Wirken
Bayne-Jones wurde früh Waise. Sein Vater war Arzt, sein Großvater Joseph Jones war Professor für medizinische Chemie und Mikroskopie an der Tulane University in New Orleans und hatte im Amerikanischen Bürgerkrieg als Militärarzt in der Armee der Konföderierten gedient.
Nach seinem Abschluss in Chemie an der Yale University (1910) studierte Bayne-Jones an der Tulane University Medical School und der Johns Hopkins University in Baltimore Medizin und schloss das Studium 1914 mit dem M.D. ab. Anschließend arbeitete er bei Hans Zinsser an der Columbia University in New York City und anschließend als Rockefeller fellow als Dozent für Pathologie an der Johns Hopkins Medical School. 1916 arbeitete er ebendort unter William Henry Welch als Dozent für Bakteriologie. Im Ersten Weltkrieg diente Bayne-Jones ab Anfang 1917 als Militärarzt, zunächst in britischen Feldlazaretten, dann in US-amerikanischen, zuletzt im Rang eines Majors. Nach dem Krieg diente er weiter in der Armee als Leiter der Hygiene und Epidemiologie im besetzten Rheinland – gemeinsam mit Alan M. Chesney – und arbeitete hier auch wieder mit Hans Zinsser zusammen, der ebenfalls in der American Expeditionary Force diente.
Nach dem Ende des Militärdienstes im Mai 1919 kehrte Bayne-Jones für kurze Zeit an die Johns Hopkins Medical School zurück, wurde 1920 Associate Professor, erhielt aber bereits 1923 an der University of Rochester eine neu eingerichtete Professur für Bakteriologie. 1929 hatte er eine Gastprofessur an der University of Chicago. Ab 1930 arbeitete er für kurze Zeit für das National Research Council (NRC) in Washington, D.C. und war Mitherausgeber der siebten Auflage von Hans Zinssers A Text Book of Bacteriology. 1932 wurde Bayne-Jones an der Yale University Professor für Bakteriologie und Leiter des Trumbull College. Während seiner Zeit als Dekan der Yale University School of Medicine (1935–1940) wurde der Jane Coffin Childs Memorial Fund for Medical Research (Krebsforschung) gegründet und ein Institute of Human Nutrition (Ernährungsmedizin) aufwändig geplant, aufgrund der geplanten Finanzierung durch verschiedene Unternehmen der Lebensmittelindustrie aber letztlich von der Universitätsverwaltung abgelehnt. Bayne-Jones bereitete außerdem die Einrichtung einer umfangreichen medizinhistorischen Bibliothek vor, die architektonisch von Grosvenor Atterbury geplant wurde und 1941 eröffnet werden konnte. Gemeinsam mit Francis G. Blake betrieb Bayne-Jones die Einrichtung einer der ersten Abteilungen für präventive Medizin. Außerdem etablierte er das Fach „Epidemiologie“ im Medizinstudium an der Yale University.
Ab 1940 arbeitete Bayne-Jones im Stab des U.S. Surgeon General, unter anderem im Rang eines Brigadier General als stellvertretender Leiter der Abteilung für präventive Medizin. Die U.S. Army bereitete sich auf Epidemien wie die Spanische Grippe (1918–1920) vor; in einer Zusammenarbeit mit der Yale University wurde 1941 das Board for the Investigation and Control of Influtenza and other Epidemic Diseases in the Army gegründet, später Armed Forces Epidemiological Board (AFEB). Der junge Jonas E. Salk und sein Lehrer Thomas Francis junior als erster Leiter der Influenza-Kommission gehörten zu den Mitgliedern der Arbeitsgruppe.
Nach dem Zweiten Weltkrieg arbeitete Bayne-Jones noch kurze Zeit als Professor für Mikrobiologie an der Yale University, bevor er 1947 Dekan der Medical School der Cornell University wurde, die am New York Hospital angesiedelt ist. Ab 1953 war er für das Army Medical Research and Development Program in Washington, D.C., und in weiteren Leitungsfunktionen für die U.S. Army, den United States Public Health Service, die National Institutes of Health (NIH) und die National Library of Medicine tätig. Als Mitglied des HEW Committee unter Luther Terry war Bayne-Jones am Bericht „Smoking and Health: Report of the Advisory Committee to the Surgeon General of the United States“ beteiligt, der schädliche Folgen des Rauchens offenlegte.
Weitere akademische Funktionen, die Bayne-Jones innehatte, waren die des Präsidenten der Association of American Bacteriologists (1929/1930), der American Association of Immunologists (1930/1931) und der American Association of Pathologists and Bacteriologists. Bayne-Jones war an der Planung und Ausführung einer umfangreichen Ausgabe einer Medizingeschichte des Zweiten Weltkriegs beteiligt, zu der er selbst Beiträge über die medizinische Versorgung der Kriegsgefangenen der Vereinigten Staaten schrieb.
Bayne-Jones war seit 1921 mit Nannie Smith (1891–1976) verheiratet; das Paar hatte keine Kinder. Stanhope Bayne-Jones war bis zu seinem Tod mit 81 Jahren im öffentlichen Gesundheitswesen der Vereinigten Staaten tätig. Sein Grab befindet sich auf dem Nationalfriedhof Arlington.

## Auszeichnungen (Auswahl)
- 1917/1918 Silver Star (dreimalig), Military Cross, Croix de guerre, Army Distinguished Service Medal, Order of the British Empire
- 1943 Ehrendoktorat der University of Rochester
- 1944 Mitglied der American Philosophical Society[3]
- 1945 Army Distinguished Service Medal[4]
- 1945 Commander ehrenhalber des Order of the British Empire
- 1959 Passano Award[5]

An der Johns Hopkins University gibt es eine Stanhope Bayne-Jones-Professur für Innere Medizin. Aktueller Stelleninhaber (Stand 2012) ist David L. Thomas.